# Incêndio, Raio e Explosão
A expressão Incêndio, Raio e Explosão é utilizada no mercado de seguros para designar a cobertura básica, em uma apólice, que visa reembolsar os prejuízos causados ao imóvel segurado e ao seu conteúdo, na ocorrência de um evento de incêndio, queda de raio na área do terreno onde se localiza o imóvel, ou explosão (de gás doméstico ou por qualquer causa, conforme a modalidade contratada).